# Pierre Blouet de Camilly
Pour les articles homonymes, voir Blouet et Camilly.
Pierre Blouet de Camilly, seigneur du Fresne-Camilly, de Cainet et de Trouville, né en 1666 à Camilly et mort à Paris le 2 juillet 1753, est un aristocrate et officier de marine français. Après avoir servi pendant 64 ans dans la Marine royale, il termine sa carrière avec le grade de vice-amiral de la flotte du Levant.

## Biographie

### Origines et famille
Pierre Blouet de Camilly descend de la famille Blouet de Camilly, une des branches de la famille Blouet, seigneurs de Camilly. L'origine de cette famille de la noblesse normande remonte au IXe siècle. Il est le deuxième fils (et le troisième enfant) d'Augustin Blouet de Camilly, conseiller du Roi au parlement de Normandie et de Catherine Grossin, dame de Bouville. Son frère ainé est François Blouet de Camilly (1664-1723), entre au service de l’Église, il sera évêque de Toul puis archevêque de Tours.

### Carrière dans la Marine royale

#### Jeunesse et débuts
Le 5 octobre 1684, alors âgé de 18 ans, il est présenté dans l'ordre de Saint-Jean de Jérusalem le 14 novembre mais renonce de présenter ses vœux dans celui-ci.
Il passe dans la Marine royale en 1689 et servira dans ce corps jusqu'à sa mort. Le 14 juin 1697, le chevalier de Camilly ramène un bâtiment irlandais à Cherbourg.

#### Guerre de Succession d'Espagne
Le 1er septembre 1703, il capture un vaisseau hollandais sur les côtes d'Aberdeen en Écosse.
En 1708, il est major général de la marine à Toulon.
Le 19 octobre 1721, il commande un des deux vaisseaux qui raccompagnent à Constantinople Yirmisekiz Mehmed Efendi, l'ambassadeur extraordinaire du sultan ottoman en France. Il arrive à Constantinople et accompagne le marquis de Bonac à l’audience du Grand vizir.

#### Ambassadeur de France au Danemark
En 1725, Louis XV, le nomme ambassadeur de France au Danemark avec des pouvoirs très étendus, pour régler les affaires de France avec les États du nord de l'Allemagne. En 1726, il passe par Bruxelles pour aller à son ambassade et remet à son ami, Jean-Jacques Rousseau deux grand étampes. Il occupe ses fonctions d'ambassadeur de juillet 1726 au 14 avril 1728 avant de reprendre son service dans la Royale.

#### Vice-amiral du Levant

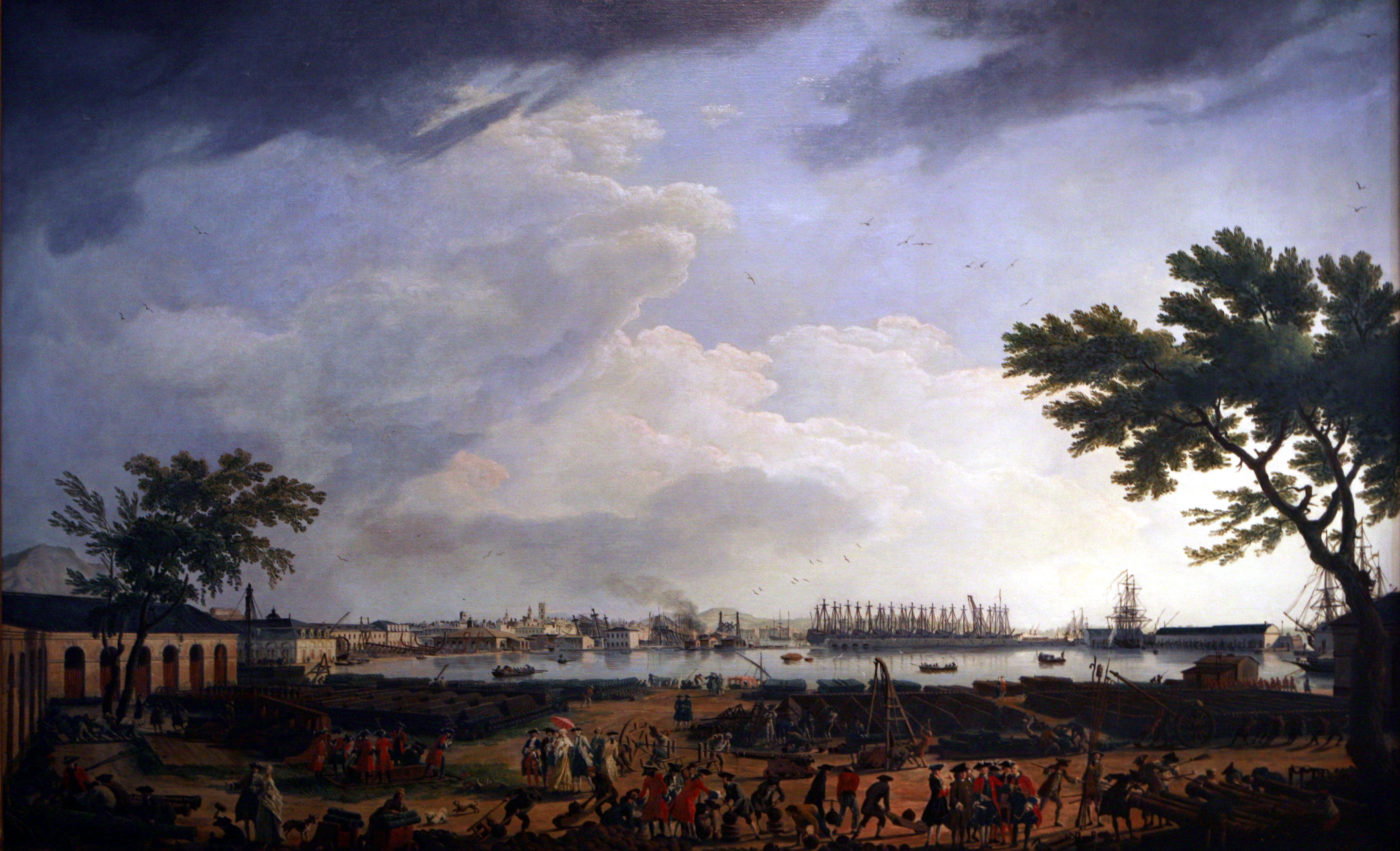
Le port de Toulon au milieu du XVIIIe siècle, à l'époque ou Blouet de Camilly y est fait vice-amiral.

Le 25 mai 1731, il est nommé capitaine de vaisseau sous les ordres de René Duguay-Trouin qui commande L'Espérance. Il est fait chef d'escadre le 10 mars 1734, par ancienneté de service. Nommé commandant du Port de Brest, en 1741.
Le 29 février 1744, il commande Le Neptune. Au décès de Roquefeuil sur le vaisseau Le Superbe, il prend la tête de l'escadre et rentre à Brest le 19 mars. Le 14 novembre 1744, il donne une fête magnifique à l’occasion du rétablissement de la santé du roi Louis XV. Il est promu lieutenant-général des armées navales en 1745.
En 1750, il est fait chevalier de l’ordre de Saint-Louis. Vice-amiral de la flotte du Levant le 1er mai 1751 puis il est vice-amiral de France, le 17 mai 1751. Son vaisseau amiral est Le Levant. Grand-croix de l'ordre royal et militaire de Saint-Louis, le 13 mars 1753.
Pierre meurt à Paris le 2 juillet 1753, à l'âge de 87 ans. Il est inhumé en l'église Saint-Nicolas-des-Champs, le 23 juillet 1753.

## Postérité
On dit que c’était quelqu'un d'intelligent et doté d'un grand esprit. À sa mort, sa fortune est estimée à 565 000 livres. Il connaissait entre autres, Achille, le chevalier de Broglie et son frère, Charles-Guillaume, le marquis de Broglie, deux des fils du comte de Broglie, ainsi que le philosophe Jean-Jacques Rousseau ainsi que Monsieur d'Auriac, conseiller d'État, premier président du Grand Conseil.